# Lu Ning
Lu Ning (n. 1 ianuarie 1994, Jilin, Republica Populară Chineză) este un jucător chinez de snooker.  
Ocupă poziția 51 în lume, aceasta fiind și cea mai bună clasare din cariera sa. Nu a realizat niciodată breakul maxim.  